# Ванжула (Федунець) Олександра Семенівна
Олекса́ндра Семе́нівна Ванжу́ла (Федунець) нар. 1938, с. Велика Стадниця, Вінницька область —  19 грудня 2015, Хмельницький, Хмельницька область — поетеса.

## Біографія
Народилася 2 травня 1938 року в с. Велика Стадниця, Вінницької області у родині службовця. Рано залишилася сиротою — батька Семена Лазаровича репресували у 1946 р. в сталінських таборах, мати Єфросинія Андріївна померла. Виховувалася у Рожнятівському дитячому будинку, що в Томашпільському районі. Закінчила Одеський технікум харчової промисловості (1958), навчалася у Криворізькому гірничому та Московському технологічному інститутах (1958—1962). Після того тривалий час жила за межами України, а з 1981 р. — у м. Хмельницькому. Працювала в облхарчопромі, центрі науково-технічної інформації, обласній бібліотеці для юнацтва, з 1986 року — секретарем-друкаркою у Хмельницькій обласній організації Спілки письменників України.
З 1997 року є членом Національної спілки письменників України. Померла 19 грудня 2015 року.

## Літературна діяльність
Перші свої поезії написала у шостому класі на прохання вчителя, на конкурс до 50-річчя від дня народження Миколи Островського. Дівчина зайняла перше місце, і її вірш був надрукований у радянській газеті для школярів «Піонерська правда». Потім активно друкувалася в районній та обласній пресі. В її творчому доробку — понад дюжину книжок поезії.

## Твори
Поетичні збірки:
- «Серпень» (1991);
- «Жіноча лірика», колективна збірка (1993);
- «Душі моєї гони» (2001);
- «Довір'я» (1995);
- «Якби не ти» (1996);
- «Біль у спадок» (1997);
- «Горицвіт» (1999);
- «Душі моєї гони» (2001);
- «Небесні джерела» (2001);
- «Відлуння» (2002);
- «Назавжди» (2003);
- «Моє» (2008);
- «Осіннього листя жмутик» (2013);

Спогади:
- У серці моїм ти живеш / О. С. Ванжула // Ти живеш: спогади про поета Миколу Федунця / ред.-упоряд. О. Ванжула-Федунець; літ. ред. Н. Шмурикова. — Хмельницький, 2010. — С. 91 — 98.

## Нагороди і почесні звання
Лауреат Міжнародної літературної премії ім. І.Кошелівця (2000), заснованої журналом «Соборність», обласних премій ім. В. Булаєнка (2002) та ім. Якова Гальчевського «За подвижництво у державотворенні» (2000).